# Epulopiscium fishelsoni
Epulopiscium fishelsoni je grampozitivní bakterie z kmene Firmicutes, která má symbiotický vztah s rybami z čeledi Acanthuridae (bodlokovití, ryby „čističi“). Je to jedna z největších bakterií na světě, má 200–700 μm na délku a asi 80 μm v průměru. V tomto ohledu ji překonává jen Thiomargarita namibiensis, bakterie objevená roku 1999.